# Eyalet di Kefe
L'eyalet di Kefe  (in turco Eyalet-i Kefe, "ایالت كفه") fu un eyalet (un'unità amministrativa) dell'Impero ottomano. L'eyalet si estendeva nella costa settentrionale del Mar Nero con un solo sangiaccato collocato nella costa meridionale della penisola della Crimea. L'eyalet si trovava direttamente sotto il governo ottomano, separato completamente dal Khanato di Crimea. La sua capitale era Kefe, nome turco per Caffa, ora moderna Feodosia.

## Storia
La città di Caffa e le sue aree circostanti divennero dominio ottomano dopo che i turchi riuscirono a conquistare i locali domini genovesi nel 1475 e dopo la creazione del sangiaccato di Caffa. L'Eyalet di Kefe venne formato nel 1568 come beylato. Dal XVII secolo secondo i resoconti di Evliya Çelebi, i sangiaccati locali erano "governati da voivoda immediatamente nominati dai sultani ottomani e non dai Khan di Crimea". L'eyalet venne annesso nel 1774 al Khanato di Crimea come risultato del Trattato di Küçük Kaynarca. Il khanato stesso venne annesso all'Impero russo nel 1783.

## Geografia antropica

### Suddivisioni amministrative
Le divisioni amministrative dell'eyalet di Kefe tra il 1700 ed il 1730 furono le seguenti:
1. sangiaccato di Paşa (Paşa Sancaığı, Feodosia)
2. sangiaccato di Akkerman (Akkerman Sancağı, Bilhorod-Dnistrovs'kyj)
3. sangiaccato di Bender (Bender Sancağı, Bender)
4. sangiaccato di Kal'a-i Açu (Kal'a-i Açu Sancağı, Temrjuk?)
5. sangiaccato di Zane (Zane Sancağı)
6. sangiaccato di Kinburn (Kılburun Sancağı, Kinburn)